# Eva Mattes

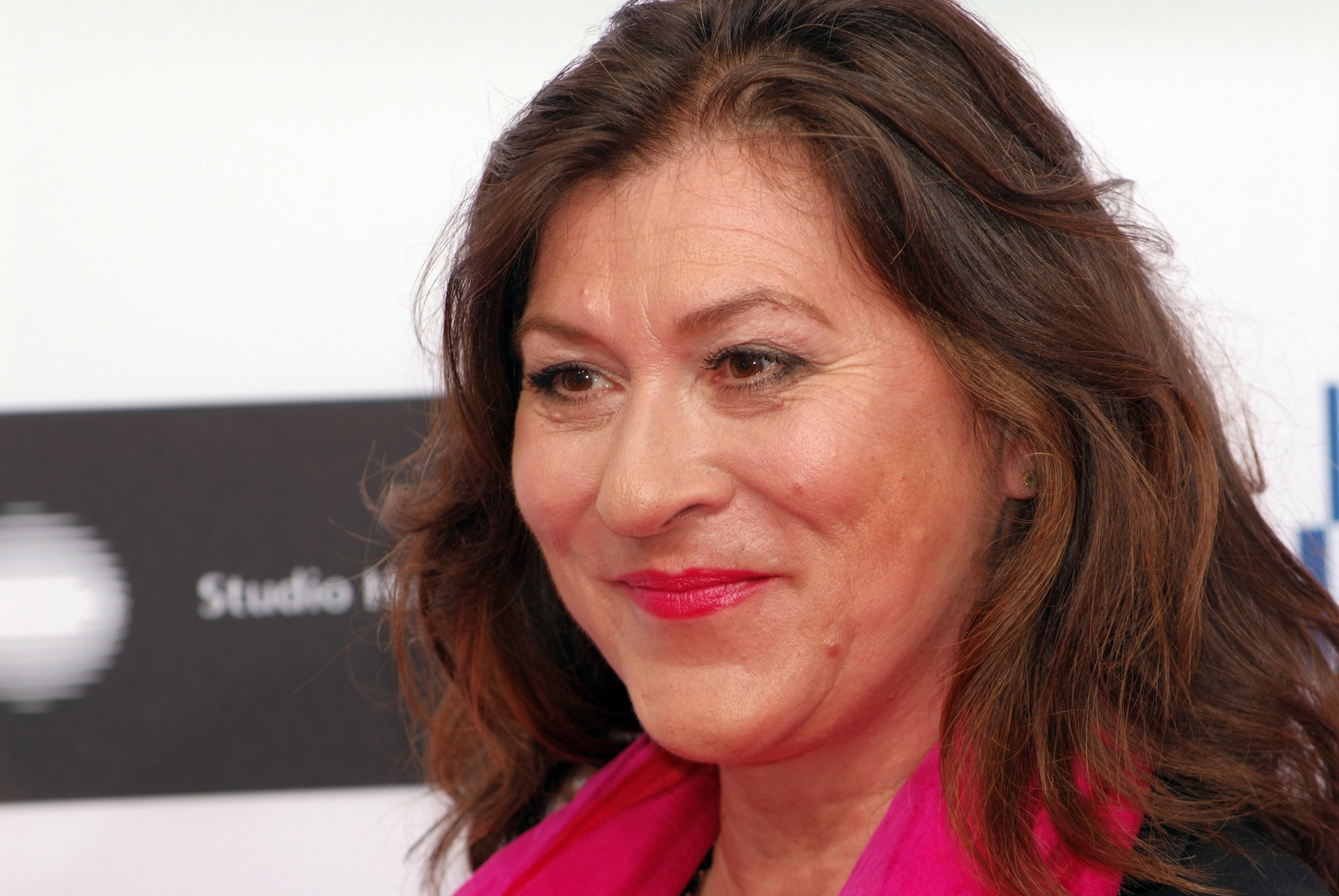
Eva Mattes (2012)

Eva Mattes (Tegernsee, 14 dicembre 1954) è un'attrice tedesca naturalizzata austriaca.

## Biografia
Figlia del compositore Willy Mattes e dell'attrice Margit Symo, entrambi austriaci, ha iniziato a recitare all'età di dieci anni. Qualche anno dopo ha doppiato Pippi Calzelunghe per la versione tedesca. Ha recitato diverse volte per Rainer Werner Fassbinder e due volte per Werner Herzog, con il quale ha avuto una relazione sentimentale dalla quale nel 1980 è nata una figlia, Hanna Mattes.

## Filmografia parziale

### Cinema
- O.k., regia di Michael Verhoeven (1970)
- Come accadde la prima volta (Liebe unter siebzehn), regia di Veit Relin (1971)
- Le lacrime amare di Petra von Kant (Die bitteren Tränen der Petra von Kant), regia di Rainer Werner Fassbinder (1972)
- Razza padrona (Supermarkt), regia di Roland Klick (1974)
- Effi Briest (Fontane Effi Briest), regia di Rainer Werner Fassbinder (1974)
- Il viaggio in cielo di mamma Kusters (Mutter Küsters' Fahrt zum Himmel), regia di Rainer Werner Fassbinder (1975)
- La ballata di Stroszek (Stroszek), regia di Werner Herzog (1977)
- Un anno con tredici lune (In einem Jahr mit 13 Monden), regia di Rainer Werner Fassbinder (1978)
- David, regia di Peter Lilienthal (1979)
- Woyzeck, regia di Werner Herzog (1979)
- Germania pallida madre (Deutschland, bleiche Mutter), regia Helma Sanders Brahms (1980)
- Céleste, regia Percy Adlon (1980)
- Rita Ritter, regia di Herbert Achternbusch (1984)
- Essere donne (Felix), regia di Christel Buschmann, Helke Sander, Helma Sanders-Brahms e Margarethe von Trotta (1988)
- Herbstmilch, regia di Joseph Vilsmaier (1989)
- Das Sommeralbum, regia di Kai Wessel (1992)
- La promessa (Das Versprechen), regia di Margarethe von Trotta (1995)
- Jugofilm, regia di Goran Rebic (1997)
- Otomo, regia di Frieder Schlaich (1999)
- Kinski, il mio nemico più caro (Mein liebster Feind - Klaus Kinski), regia di Werner Herzog – documentario (1999)
- Il nemico alle porte (Enemy at the Gates), regia di Jean-Jacques Annaud (2001)
- Goebbels und Geduldig, regia di Kai Wessel (2001)
- Fever (Fieber), regia di Elfi Mikesch (2014)
- Leberkäsjunkie, regia di Ed Herzog (2019)
- Enfant terrible, regia di Oskar Roehler (2020)
- Rehragout-Rendezvous, regia di Ed Herzog (2023)

### Televisione
- Selvaggina di passo (Wildwechsel), regia di Rainer Werner Fassbinder – film TV (1973)
- Donne a New York (Frauen in New York), regia di Rainer Werner Fassbinder – film TV (1977)
- Der Kaufmann von Venedig, regia di George Moorse e Peter Zadek – film TV (1990)
- Tatort - serie TV, 33 episodi (2000-2023)
- Lena Lorenz - serie TV, 35 episodi (2015-2023)

### Doppiatrice
- La stella di Laura (Lauras Stern), regia di Piet De Rycker e Thilo Rothkirch (2004)

## Doppiatrici italiane
- Vittoria Febbi ne La ballata di Stroszek, Woyzeck[1]
- Monica Gravina ne Le lacrime amare di Petra von Kant[2]
- Anna Melato in Effi Briest[3]
- Angiola Baggi in Germania pallida madre
- Barbara Castracane ne Il nemico alle porte[4]

Da doppiatrice è sostituita da:
- Aurora Cancian ne La stella di Laura

## Riconoscimenti

### Premi cinematografici
- Deutscher Filmpreis
  - 1971 – Miglior interpretazione di una giovane attrice (Beste darstellerische Leistung – Nachwuchsschauspielerin) per O.k. (1970) e Mathias Kneissl (1971)
  - 1973 – Miglior interpretazione di un'attrice non protagonista (Beste darstellerische Leistung – Weibliche Nebenrolle) per Le lacrime amare di Petra von Kant (1972) e Selvaggina di passo (1972)
  - 1978 – Miglior interpretazione di un'attrice in un ruolo principale (Beste darstellerische Leistung – Weibliche Hauptrolle) per La ballata di Stroszek (1977)
  - 1979 – Miglior interpretazione di un'attrice non protagonista (Beste darstellerische Leistung – Weibliche Nebenrolle) per Woyzeck (1979)
  - 2002 – Miglior interpretazione di un'attrice non protagonista (Beste darstellerische Leistung – Weibliche Nebenrolle) per Il magico Sab (2001)

- Festival di Cannes
  - 1979 – Miglior attrice non protagonista

- Filmfest München
  - 1983 – Miglior attrice (Beste Darstellerin) per Germania pallida madre (1980)

- Bavarian TV Awards
  - 2010 – Miglior attrice in una serie TV o miniserie (Beste Schauspielerin – Serien und Reihen) per Tartar (1970), per l'episodio Der Polizistinnenmörder.